# ستيفي جونستون
ستيفي جونستون (بالإنجليزية: Stevie Johnston)‏ مواليد 28 سبتمبر 1972 في دنفر، الولايات المتحدة، هو ملاكم أمريكي يصنف ضمن فئة الوزن الخفيف بدأ مسيرته الاحترافية سنة 1993.

## إحصائيات
خاض خلال مسيرته 46 نزالا، فاز في 41 وتعادل في 1 وخسر في 4. فاز بالضربة القاضية في 18 نزالا.

## روابط خارجية
- ستيفي جونستون على موقع بوكس ريك (الإنجليزية) (registration required)